# Jan Smeets (theatermaker)
Johannes (Jan) Maria Antonius Gerardus Smeets (Vught, 20 april 1945 – Breda, 9 juni 2016) was een Brabants theatermaker en liedjesschrijver. Hij was bekend om zijn activiteit in de Brabantse cultuursector en werd in columns beschreven als veelzijdig. In Brabant Cultureel werd hij de duizendpoot van de Brabantse amateurkunst genoemd.  Smeets schreef in zijn leven meer dan duizend liedjes en 140 toneelstukken.

## Biografie
Smeets kwam in 1970 bij de Eindhovense Toneelwerkgroep Proloog. Binnen de groep werkte hij als tekstschrijver, tekenaar en acteur in de voorstellingen. Ook werkte hij daar samen met Peter Koene waarmee hij in 1976 de muziekgroep Werktuig startte.
Van 1983 tot 2001 werkte Smeets als tekenaar voor het tijdschrift Solidariteit dat opstond voor een strijdbare vakbeweging. Na zijn officiële pensioen in 2006, ging Smeets door met schrijven en bleef hij actief als organisator en adviseur in de kunstsector.
Smeets werd in 2005 benoemd tot ridder in de Orde van Oranje-Nassau, voor zijn inzet voor het amateurtoneel in Noord-Brabant. In 2009 kreeg hij voor zijn vele Brabantse vertalingen van liedjes de Brabantse dialectprijs De Vergulde Klomp.

## Werk (selectie)

### Boeken
- Ben nooit zuinig met je dromen (2009)
- Eén groot podium, 150 jaar amateurtoneel in Noord-Brabant (2014)[4]

### Poëzie
- Ik laat me niet kennen (2013)
- Voor de eeuwigheid (2015)

### Liedje
- Van voor af aan (1998)

- Digitale Bibliotheek voor de Nederlandse Letteren: smee045
- International Standard Name Identifier: 0000 0003 9374 9442
- Nederlandse Thesaurus van Auteursnamen: 068684614
- Virtual International Authority File: 288083001